# أماندا فاهي
أماندا فاهي (بالإنجليزية: Amanda Fahy)‏ هي ممثلة بريطانية، ولدت في 20 أبريل 1985 في لندن في المملكة المتحدة.

## وصلات خارجية
- أماندا فاهي على موقع IMDb (الإنجليزية)